# أليكس راسيل (لاعب كرة قدم)
أليكس راسيل (بالإنجليزية: Alex Russell)‏ (21 فبراير 1944 في المملكة المتحدة - ) هو لاعب كرة قدم بريطاني في مركز الوسط. لعب مع بلاكبيرن روفرز ونادي إيفرتون ونادي ترانمير روفرز لكرة القدم ونادي ساوثبورت ونادي كرو ألكساندرا ولوس أنجلوس أزتكس ونادي فورمبي ‏.

## وصلات خارجية
- أليكس راسيل على موقع قاعدة بيانات كرة القدم.إي يو (الإنجليزية)
- أليكس راسيل على موقع قاعدة بيانات كرة القدم.إي يو (الإنجليزية)